# Alexandros Merkati
Alexandros Merkati, o Mercati (in greco Αλέξανδρος Μερκάτης?; Zante, 22 ottobre 1874 – Atene, 5 aprile 1947), è stato un golfista greco.
Fu l'unico golfista greco che partecipò al torneo maschile di golf dei Giochi della II Olimpiade svoltasi a Parigi nel 1900, dove ottenne l'undicesimo posto. In quell'Olimpiade partecipò anche sua suocera, la statunitense Daria Pratt.
Merkati aveva il titolo nobiliare di conte ed apparteneva a una dinastia di conti provenienti dall'Italia.